# Polycyrtus xanthopus
Polycyrtus xanthopus là một loài tò vò trong họ Ichneumonidae.